# Jespersen (adelsslægt)
de Jespersen er en uddød dansk lav- og brevadelsslægt.

## Våben
Skrådelt ved en blå venstre skråbjælke, i 1. felt et mod venstre gående sort pindsvin i sølv, i 2. en oprejst hvid hund i rødt. Hjelmen kronet, en hvid strudsfjer mellem en blå og en rød.

## Historie
Borgmester i Randers Jesper Lauridsen (død 1659) havde i ægteskab med Karen Nielsdatter (forældre: Slotsskriver over Skanderborg Len og Bygholm Len Niels Jacobsen og Maren Pedersdatter (datter af borgmester i Randers Peder Larsen) sønnen Niels Jespersen (ca. 1636-1696), som blev læge og vicestiftamtmand. Han var i 1. ægteskab gift med Kirsten Sørensen (1646 – 9. februar 1680 i Aalborg, forældre: borgmester Hans Sørensen og Anne Bendtsdatter). 
Hans søn, justitsråd Jesper Jespersen (1673-1746) til Høgholt, Nibstrup og Sejlstrupgård blev adlet de Jespersen 21. oktober 1718.
I 1. ægteskab ægtede Jespersen 18. februar 1697 Karen Eilersdatter Holm (død 19. juli 1707). 2. gang ægtede han 14. oktober 1708 Johanne Lauridsdatter Kiærulf (1688 på Viffertsholm – 20. marts 1771 i Mariager). Skønt Jesper de Jespersen havde ikke færre end 18 børn, hvoraf 11 nåede den voksne alder, uddøde slægten i mandsstammen, i hvert fald i Danmark, 1804 med hans næstyngste søn, Morten Kierulf de Jespersen (1726-1804) til Skavngård.
Der er dog en mulighed for, at familien gennem hans ældste søn, Niels de Jespersen (1698-1763), der døde som oberst i kursachsisk tjeneste, og som efterlod sig mindst tre sønner, kan have levet længere i udlandet, ja måske endog blomstrer endnu.